# La Môme aux dollars
Pour plus de détails, voir Fiche technique et Distribution.
La Môme aux dollars (Einer frißt den anderen) est un film policier liechtensteino-ouest-germano-italien réalisé par Ray Nazarro et sorti en 1964.
Dernière réalisation de Nazarro, le film a été également co-réalisé par les réalisateurs Gustav Gavrin et Richard E. Cunha. Bien qu'il s'agisse d'un film de série B à petit budget, deux vedettes américaines, Jayne Mansfield et Cameron Mitchell, figurent parmi les interprètes.

## Synopsis
L'intrigue se déroule en Yougoslavie et suit trois voleurs qui transportent une grosse quantité d'argent destiné à être envoyé aux États-Unis. Les trois criminels, après avoir pris un otage, atteignent une île de la mer Méditerranée peuplée de fous. 

## Fiche technique
- Titre français : La Môme aux dollars[1]
- Titre original allemand : Einer frißt den anderen[2]
- Titre italien : L'ora di uccidere ou La morte vestita di dollari ou Cane non mangia cane[3]
- Réalisateur : Ray Nazarro
- Scénario : Robert Hill, Michael Elkins d'après le roman de Robert Bloomfield
- Photographie : Riccardo Pallottini (it)
- Montage : Gene Ruggiero
- Musique : Carlo Savina
- Décors : Wolf Witzemann
- Costumes : Giulio Cabras
- Maquillage : Franco Corridoni, Attilio Camarda
- Production : Carl Szokoll, Ernst Neubach
- Société de production : Ernst Neubach-Film, Unione Cinematografica Internazionale, Michael Arthur Films
- Pays de production :  Italie -  Allemagne de l'Ouest -  Liechtenstein
- Langue originale : allemand
- Format : Noir et blanc - 1,85:1 - Son mono - 35 mm
- Durée : 84 minutes
- Genre : Film policier
- Dates de sortie :
  - Allemagne de l'Ouest : 26 juin 1964
  - Italie : 17 décembre 1964
  - France : 21 juillet 1965[1]

## Distribution
- Cameron Mitchell : Lylle
- Isa Miranda : Mme Benoit
- Jayne Mansfield : Darlene
- Pinkas Braun : Livio Morelli
- Ivor Salter : Smitopopoulus
- Werner Peters : l'apprenti de Mme Xenia
- Elisabeth Flickenschildt : Mme Xenia
- Ines Taddio : la chanteuse de l'hôtel
- Dodie Heath Sandra Morelli
- Aldo Camarda : le barman
- Robert Gardett : Gino